# (24786) 1993 TM24
(24786) 1993 TM24 est un astéroïde de la ceinture principale d'astéroïdes découvert en 1993.

## Description
(24786) 1993 TM24 a été découvert le 9 octobre 1993 à l'observatoire de La Silla, au Chili, par Eric Walter Elst.

### Caractéristiques orbitales
L'orbite de cet astéroïde est caractérisée par un demi-grand axe de 2,87 UA, un périhélie de 2,34 UA, une excentricité de 0,19 et une inclinaison de 4,62° par rapport à l'écliptique. Du fait de ces caractéristiques, à savoir un demi-grand axe compris entre 2 et 3,2 UA et un périhélie supérieur à 1,666 UA, il est classé, selon la JPL Small-Body Database, comme objet de la ceinture principale d'astéroïdes.

### Caractéristiques physiques
(24786) 1993 TM24 a une magnitude absolue (H) de 14,4 et un albédo estimé à 0,263.